# Anasigerpes trifasciata
Anasigerpes trifasciata är en bönsyrseart som beskrevs av Giglio-tos 1915. Anasigerpes trifasciata ingår i släktet Anasigerpes och familjen Hymenopodidae. Inga underarter finns listade i Catalogue of Life.